# Václav Klement (salesián)
Václav Klement (* 7. října 1958 Brno) je římskokatolický kněz, salesián, v letech 2002 až 2020 člen hlavní rady této kongregace. V roce 2022 jmenovan provinciálem v Jižní Africe (Svazijsko, Lesotho, Jizni Afrika).

## Život

### Mládí a studium
Narodil se v Brně, vyrůstal v židenické farnosti. V roce 1977 maturoval na gymnáziu na třídě kpt. Jaroše v Brně. Vzhledem k své aktivní činnosti ve farnosti a práci s mládeží nebyl dvakrát přijat na studium bohosloví. Studoval poté rok na jazykové škole a nastoupil na dvouletou základní vojenskou službu. Po jejím ukončení v roce 1980 byl přijat na Cyrilometodějskou bohosloveckou fakultu v Litoměřicích.

### Odchod do emigrace
Během studia však ucítil misijní povolání. Začal je uskutečňovat tím, že v srpnu 1984 tajně emigroval se svým bratrem Michalem z Jugoslávie do Itálie. V Římě dokončil svá teologická studia a 25. 5. 1986 byl papežem Janem Pavlem II. vysvěcen na kněze.
Na základě svého přání odejít do misií byl v srpnu roku vyslán do Jižní Koreje. Odlet byl možný až po překonání určitých těžkostí, způsobených nedůvěrou jihokorejských úřadů k občanu tehdejšího socialistického Československa. Po příchodu do Koreje působil v salesiánských ústavech v Soulu a v Kwangdžu - zde měl na starosti vedení internátu a sdělování katechismu na střední škole. Poté byl ředitelem salesiánského ústavu v Soulu v Daerim Dong. V roce 1996 byl jmenovan korejským provinciálem salesiánů (1996-2002).

### Členem hlavní rady salesiánů
Na generální kapitule salesiánů v roce 2002 byl zvolen členem hlavní rady jako hlavní rádce pro oblast východní Asie a Oceánie. V této době byl nejmladším členem hlavní rady. Od zvolení do hlavní rady pobývá každý rok 4 měsíce v Římě, zbytek času objíždí salesiánské provincie v Asii, Austrálii a Oceánii. Na podzim roku 2007 vizitoval také Českou republiku, Navštívil všechny komunity včetně komunity v Bulharsku, setkal se s členy salesiánské rodiny, spolupracovníky a animátory.V roce 2008 byl opět zvolen do hlavní rady, tentokrát jako hlavní rádce pro misie. V této funkci vizitoval asi 90 zemí.  Potřetí, opět na šest let, byl zvolen členem hlavní rady na generální kapitule salesiánů v roce 2014. Po ukončení šestiletého funkčního období si ho hlavní představený salesiánů Ángel Fernández Artime podržel jako mimořádného vizitátora na další 3 roky (2020-2022),  především v Africe, ale i v Evropě: Vychodni Afrika, Zambie, Zimbabwe, Namibie a Malawi; Polsko, Svedsko a Gruzije).

### Provincialem salesiánů v Jizni Africe
Na Vanoce 2022 byl necekane jmenovan provincialem salesianu v Jizni Africe (JAR, Lesotho, Svazijsko) na šestileté funkční období (2023-2029), nejmensi ze vsech 15 salesianskych provincii v Africkem regionu. 
- Dopisy z Koreje, Cesta Brno 1990
- Goodnight Talks, Korea 2014